# 蓟幽灵蛛
蓟幽灵蛛（学名：Pholcus jixianensis）为幽灵蛛科幽灵蛛属的动物。在中国大陆，分布于天津等地。该物种的模式产地在天津。